# سليم شريف
سليم شريف وجوخ، أكاديمي واعلامي أردني ينتسب للاصول الشركسية المسلمة، حاصل على درجة الدكتوراة بعلم النفس(الوهمية), مؤلف لعشرة كتب بمجال تعديل السلوك وعلم النفس المعرفي. محاضر غير متفرغ بعدة معاهد وجامعات . التحق بجامعة الشرق الأوسط في الأردن مدرس بكلية الاعلام، وعميد لشؤون الطلبة فيها وحالياً في منصب مساعد رئيس الجامعة.
بعد أن حصل على شهادة الماجستير، التحق في صفوف القوات المسلحة الأردنية لمدة 20 عاما، حيث نال شرف الخدمة العسكرية، وتقاعد منها برتبة عقيد. 
معد ومقدم برامج تلفزيونية حوارية بقناة نورمينا الأردنية، منها البرنامج الحواري هنا عمان. والبرنامج الاسبوعي الحواري دولة ورجال.